# Raton laveur
Procyon lotor · Raton laveur commun, Raton
Vous lisez un « bon article » labellisé en 2007.
Pour les articles homonymes, voir Raton.
Espèce
Synonymes
- Ursus lotor (Protonyme) Linnaeus, 1758
- Procyon gloveralleni Nelson & Goldman, 1930
- Procyon insularis Merriam, 1898
- Procyon maynardi Bangs, 1898
- Procyon minor Miller, 1911

Statut de conservation UICN

 LC  : Préoccupation mineure
Répartition géographique
- Régions d'origine
- Régions d'introduction

Le Raton laveur (Procyon lotor Linnaeus, 1758), également désigné sous le nom de Raton laveur commun ou abrégé sous le nom de Raton au Québec, est une espèce de mammifères omnivores de la famille des Procyonidés (ordre des Carnivores). Il doit son nom à son habitude de tremper ses aliments dans l'eau avant de les manger, un comportement dont l'utilité fait débat.
Appelé chat chouage en français du Missouri (ancienne colonie du Pays des Illinois), le Raton laveur est originaire d'Amérique du Nord. L'espèce a été introduite plusieurs fois en Europe, la dernière dans les années 1930 (après la disparition un siècle plus tôt de la dernière population introduite).
L'animal est essentiellement nocturne et grimpe facilement aux arbres grâce à ses doigts agiles et à ses griffes acérées. Il a le pelage poivre et sel avec de légères teintes de roux. On le reconnaît facilement à son masque noir bordé de blanc autour des yeux et à sa queue alternant anneaux clairs et noirs.
Le Raton laveur s'adapte à de nombreux milieux naturels. Opportuniste et facile à apprivoiser, il s'aventure couramment dans les villes du Canada et des États-Unis. Son comportement varie selon le sexe et la région où il vit. Il est toujours chassé pour sa fourrure.

## Description

### Dimensions
Le raton laveur adulte mesure 80 cm en moyenne, généralement entre 60 cm et 105 cm selon les individus, queue comprise. Les mâles sont plus grands et plus lourds que les femelles.
Le poids du raton laveur est compris entre 3,9 et 9 kg en moyenne. Les individus les plus gros vivent dans les régions septentrionales (8,5 kg en moyenne au Canada) ; record jusqu’à 28 kg,,,. Le poids fluctue selon la saison, atteignant un maximum à l’automne : sa masse peut alors augmenter de 50 % dans les régions situées au nord.

### Fourrure
La fourrure du raton laveur est généralement gris-brun, tirant plus ou moins vers le gris ou le brun. La face blanche porte de larges taches noires autour des yeux en forme de masque et une bande noire sur le nez. Quelques individus sont blancs, mais l’albinisme est très rare. La mue débute au printemps et peut s’étaler sur trois mois. Le pelage estival du raton laveur est court.

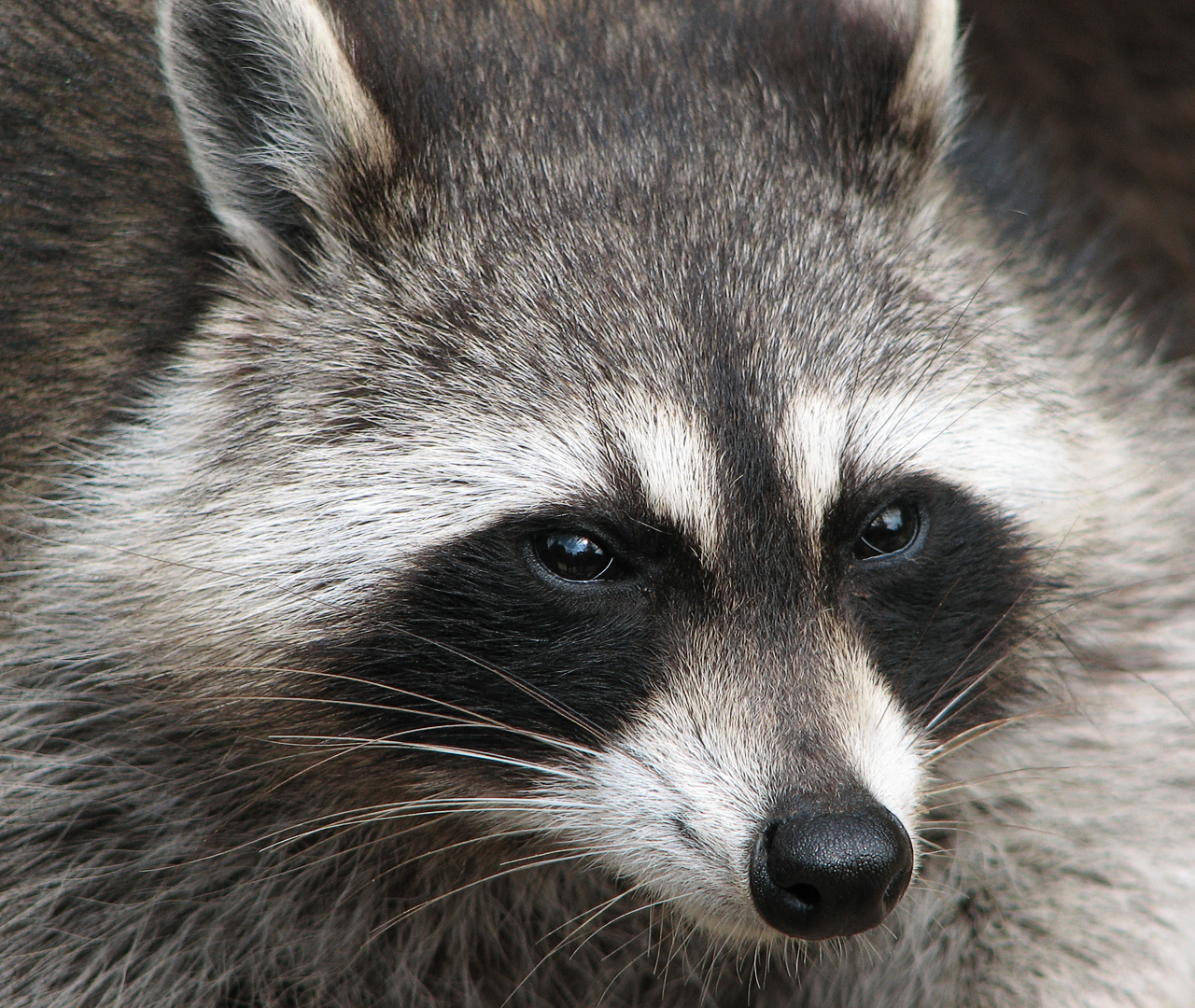
Raton laveur : détail de la tête.

### Membres
La tête est large, le museau pointu, les yeux noirs et les oreilles courtes (4 à 6 cm). L’animal possède de longues canines comme tous les carnivores. Les pattes sont dotées de cinq doigts munis de griffes non rétractiles.
Les pattes avant, très mobiles, sont dotées de nombreuses terminaisons nerveuses qui fonctionnent de manière optimale en milieu humide et c’est grâce à ce sens du toucher exceptionnel qu’il est capable de déterminer, même sans le voir, si l’objet qu’il tient est comestible ou non.
La queue du raton laveur est généralement longue de 20 à 28 cm et peut mesurer jusqu’à 40 cm. Elle compte 5 à 7 anneaux bruns ou noirs, et son extrémité est toujours noire.

### Confusions
Le raton laveur est peut être confondu avec d’autres animaux, en particulier avec le chien viverrin (ou tanuki). Mais ce dernier étant un canidé, ne dispose pas de membres antérieurs lui permettant de saisir des objets. Par ailleurs, son aspect est plus trapu, son masque facial est généralement interrompu sur le museau, sa queue est d’un aspect arrondie et unie et son pelage, tournant davantage vers un aspect brunâtre est plus difficile à confondre en été.

## Sous-espèces

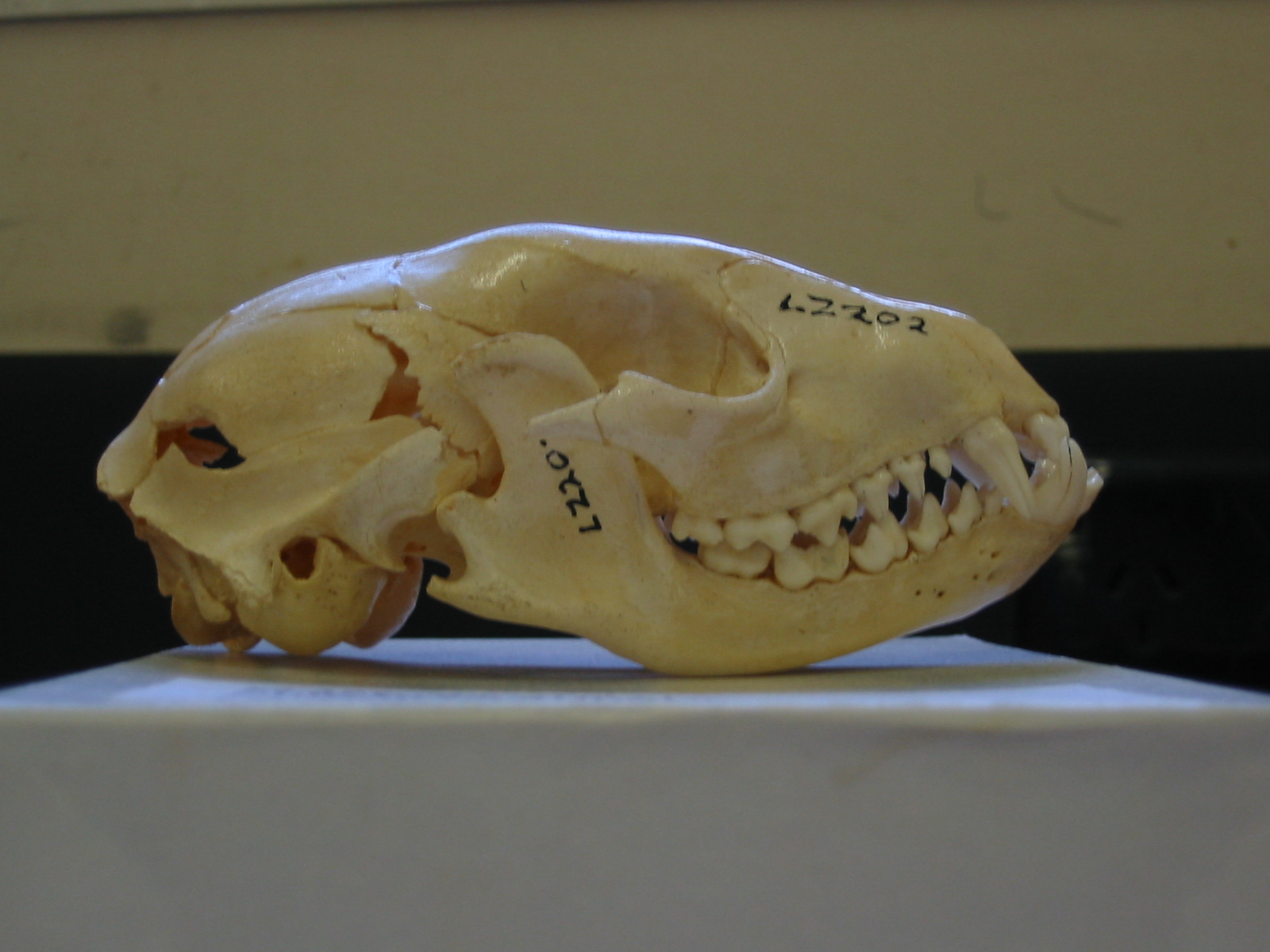
Crâne laissant voir ses dents : 2/2 molaires, 4/4 prémolaires, 1/1 canines, 3/3 incisives (de gauche à droite).

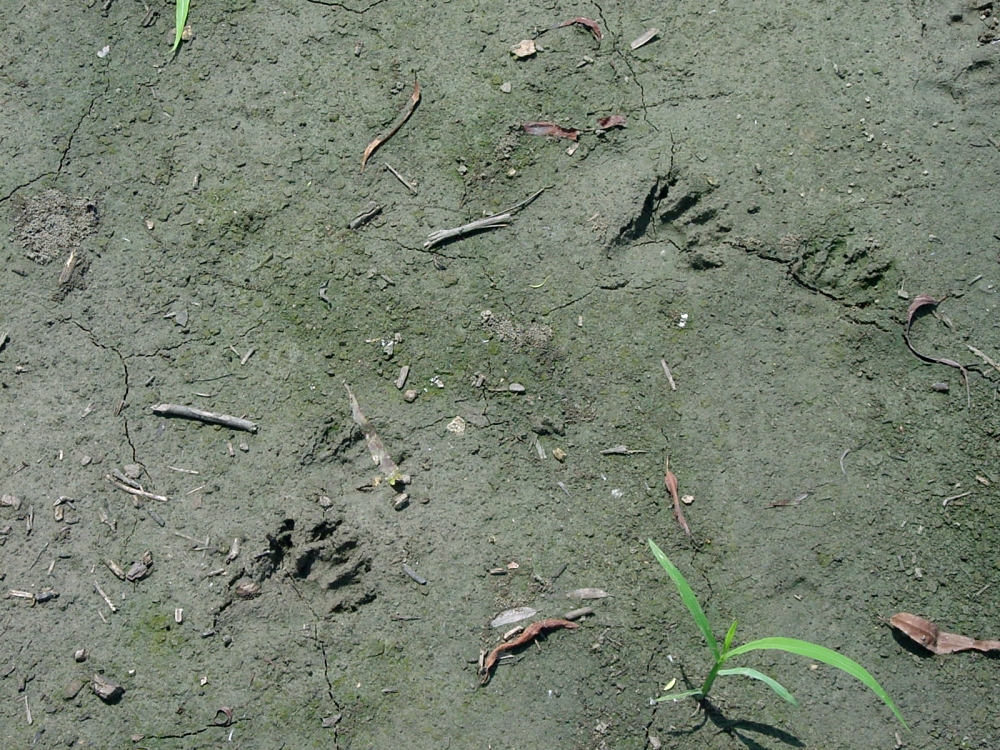
Empreintes de raton laveur.

Quatre sous-espèces de raton laveur endémiques à l'Amérique centrale et aux Caraïbes ont souvent été considérées comme des espèces distinctes après leur découverte. Ce sont le raton laveur de l'archipel des Bahamas et le raton laveur de la Guadeloupe (Procyon minor) qui sont très semblables l'un à l'autre, le raton laveur de Tres Marias, qui est plus grand que la moyenne et a un crâne anguleux, et le raton laveur de la Barbade aujourd'hui éteint. Les études de leurs caractères morphologiques et génétiques en 1999, 2003 et 2005 ont conduit à répertorier tous ces ratons laveurs comme des sous-espèce du raton laveur commun dans la troisième édition de Mammal Species of the World (2005),,.
Un cinquième raton laveur insulaire, le raton laveur de Cozumel (Procyon pygmaeus), qui ne pèse que trois à quatre kg et a notamment de petites dents, est toujours considéré comme une espèce distincte.
Les quatre plus petites sous-espèces de raton laveur, d'un poids moyen de 1,8 à 2,7 kg, se trouvent le long de la côte sud de la Floride et dans l'archipel des Keys, par exemple le Procyon lotor marinus.
La plupart des quinze autres sous-espèces ne diffèrent que légèrement les unes des autres par la couleur de leur robe, leur taille et quelques autres caractéristiques physiques. Les deux sous-espèces les plus répandues sont le raton laveur de l'Est (Procyon lotor lotor) et le raton laveur de la haute vallée du Mississippi (Procyon lotor hirtus). Les deux partagent un pelage relativement sombre avec de longs poils, mais le second est plus grand que le premier.
Le raton laveur de l'Est se rencontre dans tous les États américains et provinces canadiennes au nord de la Caroline du Sud et du Tennessee. Le raton laveur de la haute vallée du Mississippi vit dans tous les États américains et provinces canadiennes au nord de la Louisiane, du Texas et du Nouveau-Mexique.

### Liste
Selon MSW :
- Procyon lotor auspicatus
- Procyon lotor connuliarus
- Procyon lotor elucus
- Procyon lotor excelsus
- Procyon lotor fuscipes
- Procyon lotor gloveralleni (raton laveur de la Barbade – éteint)
- Procyon lotor grinnelli
- Procyon lotor hernandezii
- Procyon lotor hirtus
- Procyon lotor incautus
- Procyon lotor inesperatus
- Procyon lotor insularis
- Procyon lotor litoreus
- Procyon lotor lotor
- Procyon lotor marinus
- Procyon lotor maynardi
- Procyon lotor megalodous
- Procyon lotor pacificus
- Procyon lotor pallidus
- Procyon lotor psora
- Procyon lotor pumilus
- Procyon lotor simus
- Procyon lotor vancouverensis

## Aire de répartition et habitats

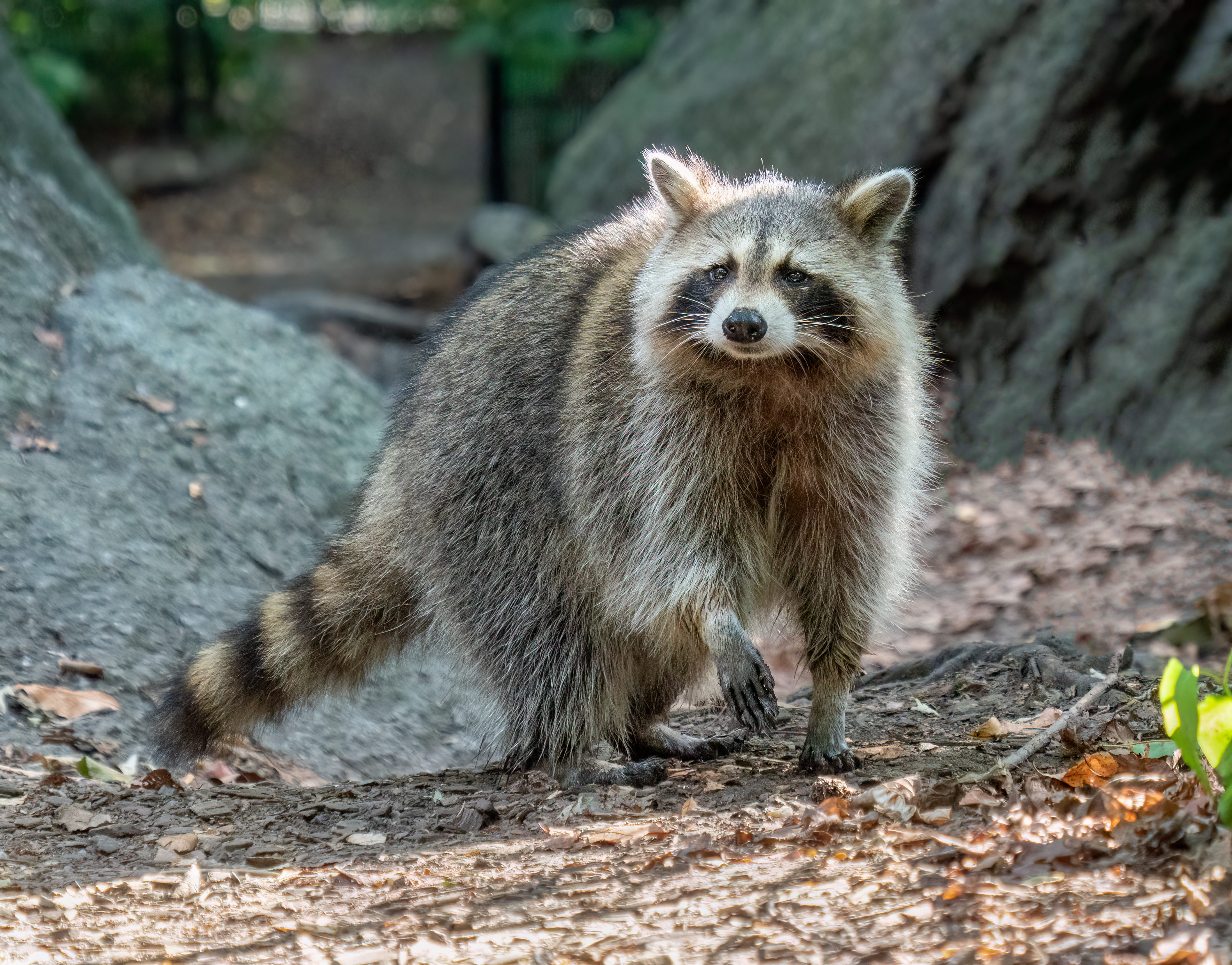
Raton laveur à Central Park, dans l'ensemble The Ramble et The Lake, New York. Septembre 2022.

Originaire d'Amérique du Nord, l’espèce occupe le sud du Canada et la majeure partie des États-Unis, du Mexique et de l’Amérique centrale, dans la zone intertropicale. Il est plus rare dans les Antilles, où il est une espèce protégée[source insuffisante]. C'est une espèce protégée en Guadeloupe. Il est absent de certains secteurs des montagnes Rocheuses à cause de l’altitude, des déserts et du Grand Nord canadien.
En Europe, il est naturalisé en Suisse, en France, en Allemagne, en Belgique, aux Pays-Bas, au Danemark, en Autriche, en République tchèque, en Slovaquie, en Espagne, en Pologne, en Biélorussie ainsi que dans les pays du Caucase. Il n'a jamais vécu naturellement au Japon.[réf. souhaitée]
Le raton laveur fréquente la forêt mixte, la forêt de feuillus et les régions agricoles. On le retrouve en bordure des forêts, le long des cours d’eau et dans les marécages sous presque toutes les latitudes de l’Amérique du Nord. Il peut aussi vivre dans les parcs urbains et les banlieues.[réf. souhaitée]
Le territoire du raton laveur varie entre 1 et 50 km2 en fonction des densités humaines. La femelle ne défend pas de territoire. La densité moyenne est de quatre à vingt individus par km2 sur les terres cultivées et jusqu’à 100 par km2 en ville. Le domaine vital d’un mâle compte entre deux et douze femelles en période de reproduction.
Dans les années 1930, le raton laveur est introduit une nouvelle fois en Union soviétique et en Allemagne pour sa fourrure, dans des fermes d’élevage. Parfaitement acclimaté et en l'absence de ses prédateurs naturels américains, il a proliféré depuis. Aujourd'hui, l'Allemagne à elle seule compte au moins 1 000 000 de ratons laveurs.
Aujourd'hui, il est considéré comme une menace pour la biodiversité et a été classé par le Conseil de l'Europe comme espèce invasive dont l’éradication est conseillée en raison de son impact sur la faune locale. En Europe, le raton laveur est inscrit depuis 2016 dans la liste des espèces exotiques envahissantes préoccupantes pour l’Union européenne. Cela signifie que cette espèce ne peut pas être importée, élevée, transportée, commercialisée ou libérée intentionnellement dans la nature, et ce nulle part dans l’Union européenne.
En France, il est classé nuisible depuis juin 2016. Au Japon, il est responsable du déséquilibre de la biodiversité dans plusieurs biomes, notamment à cause de sa prédation envers les invertébrés aquatiques, comme Helice tridens.

## Régime alimentaire
Omnivore, le raton laveur a un régime alimentaire varié mais préfère néanmoins les invertébrés, les insectes, les vers et les larves. Étant protégé des piqûres par son épaisse fourrure, il s’attaque aussi aux nids d’insectes.
Il mange de petits animaux aquatiques : palourdes d’eau douce, moules, écrevisses, poissons, grenouilles, tortues, amphibiens et huîtres. Il s’alimente aussi de petits mammifères (rats musqués, mulots). Il peut aussi s'attaquer aux poules. En été et en automne, il privilégie le maïs, les fruits, les baies, les glands et les noix. Dans les villes, il fouille dans les poubelles qu’il ouvre aisément avec ses doigts agiles. Il lui arrive de manger des charognes.
La croyance populaire selon laquelle le raton laveur lave sa nourriture avant de la consommer vient du fait qu’il se nourrit généralement de petits animaux aquatiques et frotte souvent sa nourriture entre ses mains comme pour la pétrir. Ainsi, des amas de coquilles de palourdes sur la rive d’un cours d’eau ou de tiges rompues dans les champs de maïs sont des signes de sa présence.

## Gîte

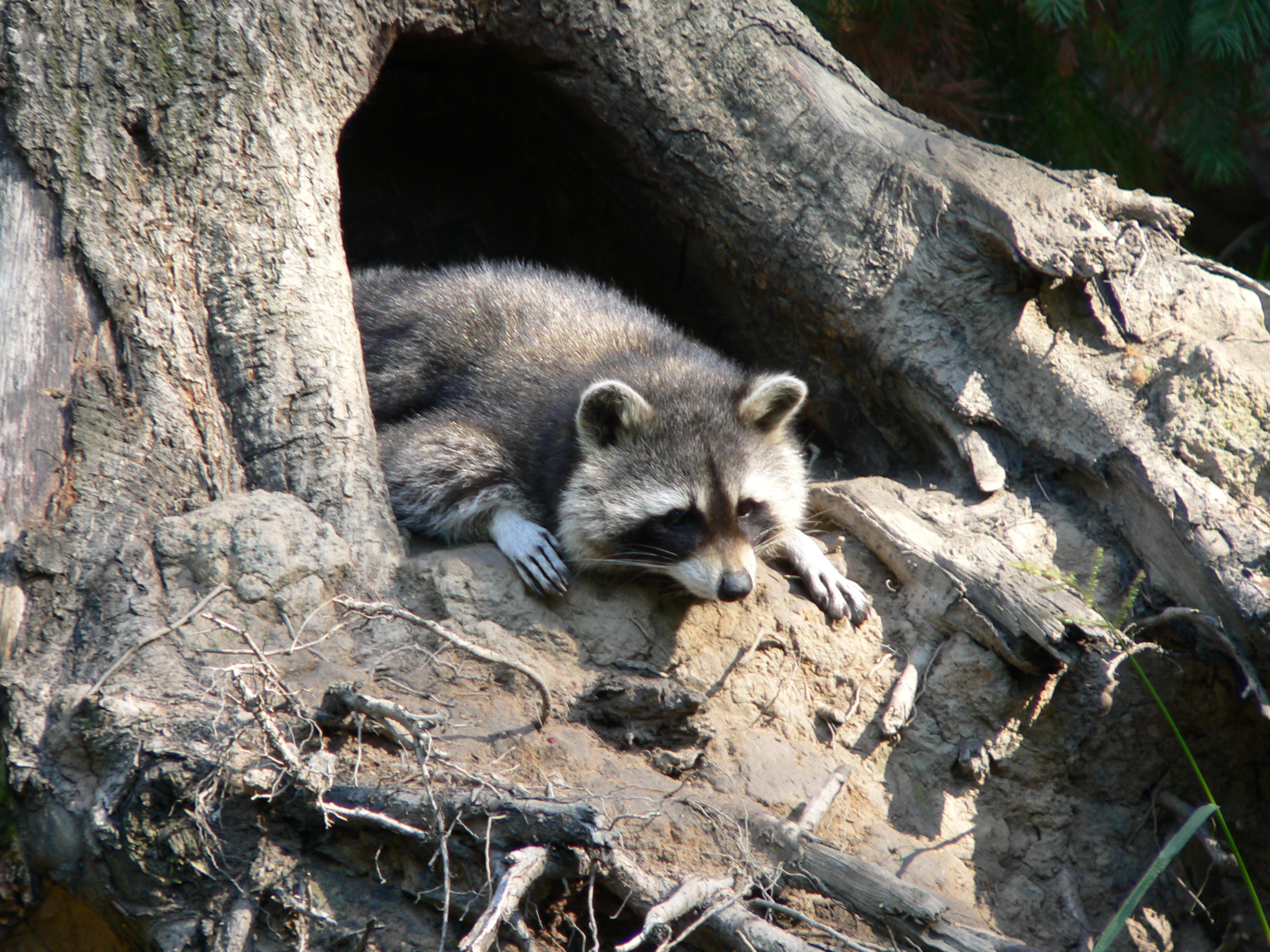
Le raton laveur choisit souvent un arbre creux pour s’abriter.

Le raton laveur s’abrite dans les arbres creux, les souches, les cavernes, les terriers de marmottes abandonnés, les granges ou les hangars. Il change souvent d’abri. Vers mi-octobre, l’animal se réfugie dans son gîte et y passe l’hiver en état de torpeur, ne se réveillant que de temps à autre. Comme l’ours noir et le blaireau, il cesse de manger et survit grâce à ses réserves de graisse accumulées pendant l’été. Contrairement à ce qu’on a longtemps cru, la température de son corps et son métabolisme demeurent élevés. Les mâles sortent de leur gîte fin janvier, les femelles vers mi-mars.
En ville, on peut trouver l’animal dans les greniers, les égouts et les cheminées auxquels il accède grâce à ses griffes qui lui permettent de grimper facilement à plusieurs mètres du sol. Chaque gîte abrite entre un et cinq individus (jusqu’à 23 dans le Minnesota,). Il fréquente plusieurs abris en dehors de l’hiver.

## Reproduction
Les accouplements ont lieu en janvier ou en février dans les régions du nord, en mars dans les autres régions. Les femelles n’ont qu’une seule portée par année et peuvent avoir des petits dès leur première année,. Le mâle est polygame et peut se reproduire dès sa deuxième année. La femelle monogame est réceptive pendant trois à six jours et la gestation dure 63 jours,,.
Une portée comprend entre un et trois ratonneaux au sud contre trois à sept au nord et parfois jusqu’à neuf. Les petits naissent en avril ou en mai. Ils sont aveugles, pèsent entre 60 et 75 g, et ont le dos et les flancs poilus. Les premières dents apparaissent au bout d’une vingtaine de jours. Leurs yeux s’ouvrent à trois semaines,,.
Les ratonnes s’occupent seules de l’élevage des petits qui sont sevrés à quatre mois. Le masque noir de la fourrure autour des yeux ainsi que les anneaux de la queue apparaissent avant dix semaines. Leur cri est semblable au pépiement d’oiseau et ils se nourrissent du lait maternel. Les ratonneaux peuvent à leur tour se reproduire à l’âge d’un ou deux ans selon le sexe. Ils passent leur premier hiver avec leur mère et ne se dispersent qu’au début de l’été suivant.

## Comportement

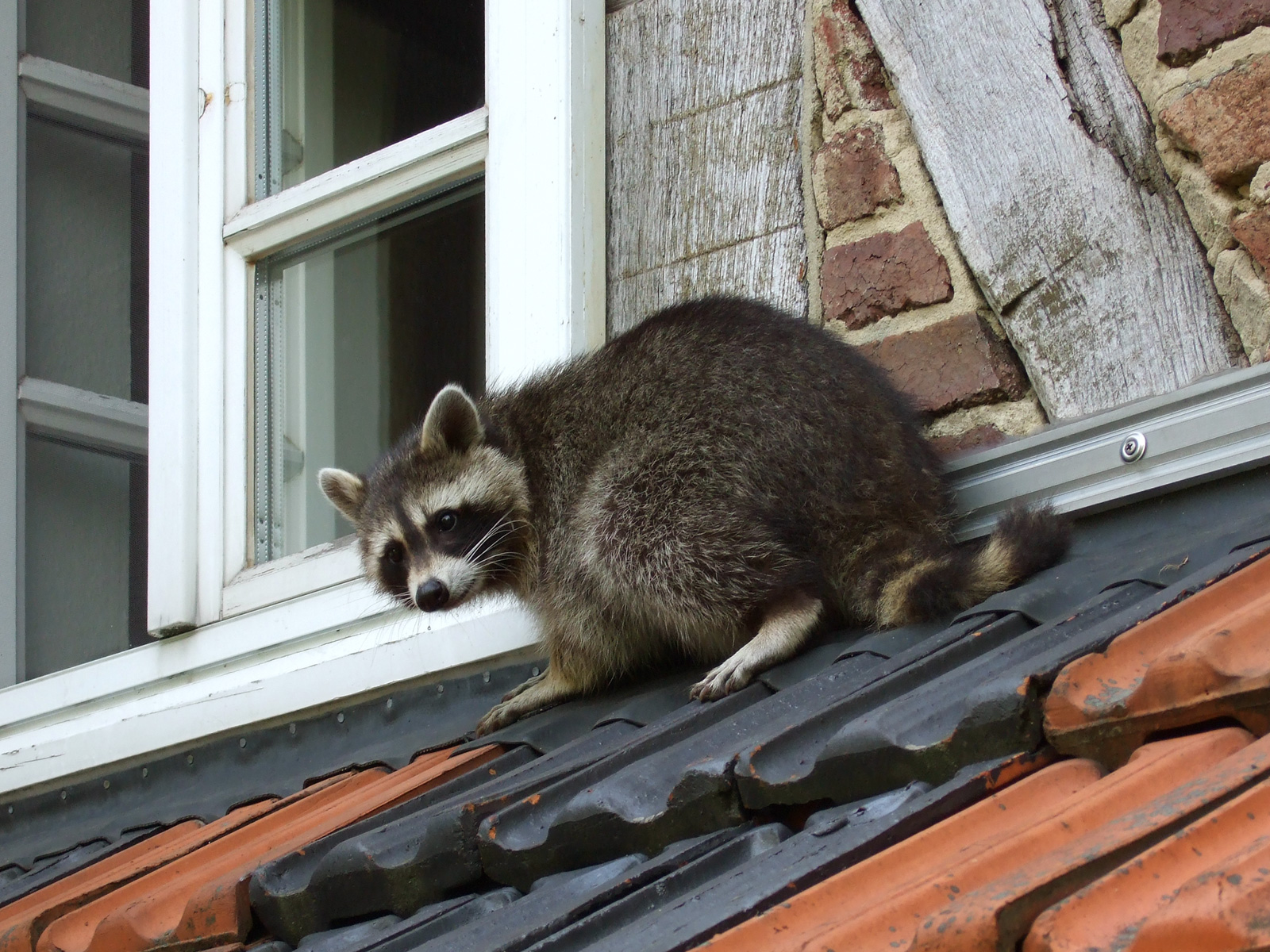
Le raton laveur est peu farouche et peut s’installer dans les greniers ou les cheminées.

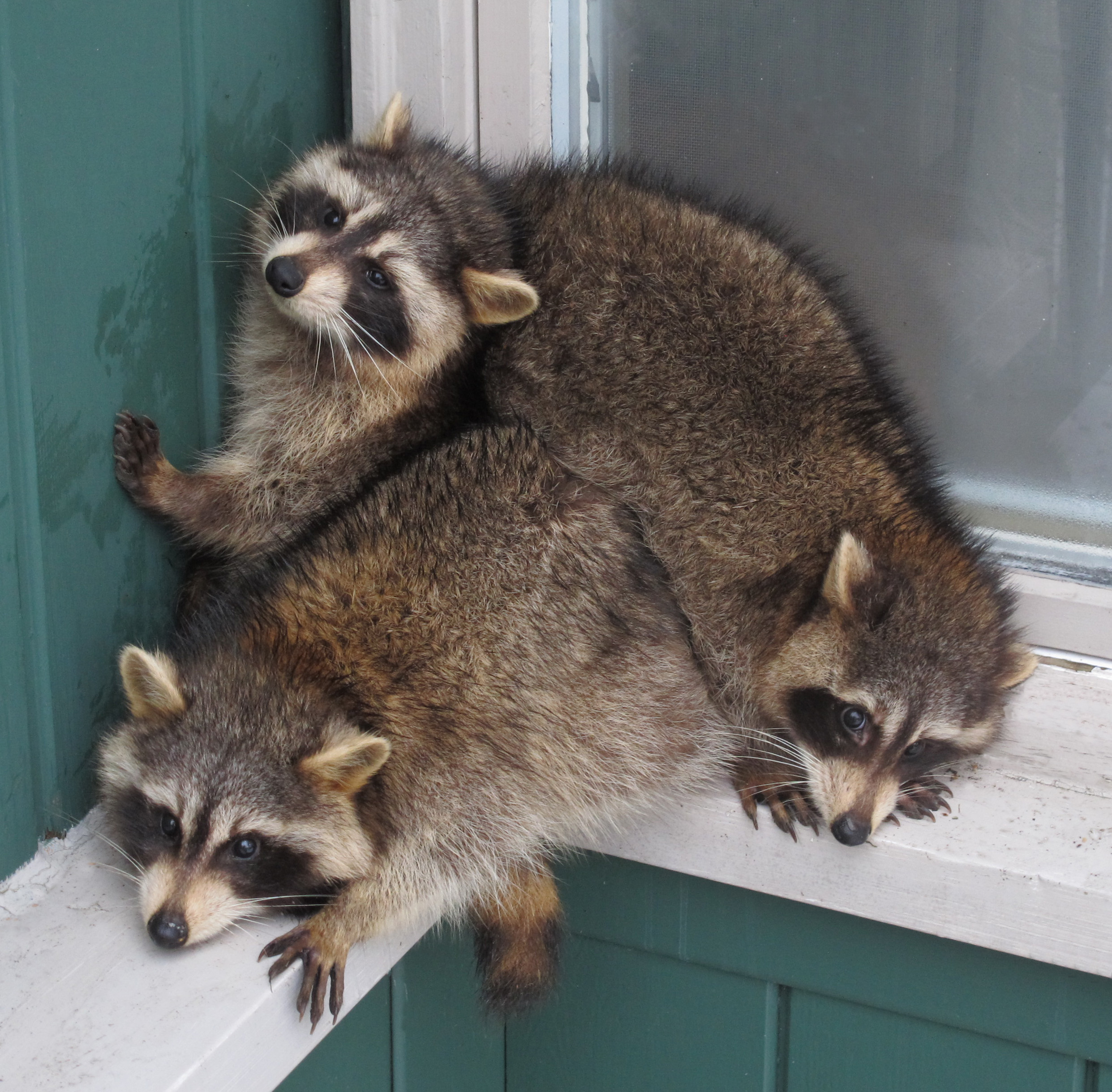
Trois jeunes ratons laveurs blottis devant une fenêtre au Québec.

Les jeunes se laissent facilement apprivoiser par les hommes. À l’âge adulte, les mâles deviennent agressifs et reviennent facilement à la vie sauvage après un temps de captivité.
Le raton laveur est un bon grimpeur et un bon nageur. Sur terre, il se déplace assez lentement, ce qui le rend vulnérable. Il peut descendre d’un tronc la tête la première, en tournant ses pieds de derrière à 180 degrés. Animal curieux et intelligent, il sort de sa tanière surtout la nuit, sauf pendant la période de reproduction et en ville. Le raton laveur émet des grognements lorsqu’il est en danger.
En été et en automne, il emmagasine des réserves de graisse pour la saison froide et peut atteindre jusqu’à deux fois son poids d’origine. L’épaisseur de la couche de graisse peut atteindre 2,5 cm sur le dos. En hiver, le raton laveur n’hiberne pas mais entre dans une période d’inactivité et de dormance, sauf dans les régions du Sud où l’animal continue d’être actif.

## Menaces

### Longévité
Le raton laveur vit généralement entre 3 et 5 ans en milieu naturel et parfois jusqu’à 14 ou 16 ans. En captivité, il peut dépasser les 16 ans,, voire atteindre 21 ans,. Les jeunes meurent généralement de malnutrition, de maladie ou tués par un prédateur.

### Prédateurs

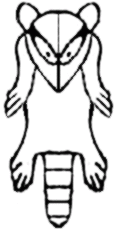
Représentation stylisée d’un raton laveur sur un artefact trouvé sur le site archéologique de Spiro Mounds (Oklahoma).

Le principal prédateur du raton laveur est l’homme. À l’époque précolombienne, il était chassé par les Amérindiens qui appréciaient sa chair et sa fourrure. Aux temps modernes et au XIXe siècle, les trappeurs et les coureurs des bois le capturaient et pratiquaient la traite des fourrures. L’apogée de ce commerce fut atteint dans les années 1920 ; entre 1941 et 1989 plus de 1,7 million de ratons furent tués pour leurs fourrures rien que dans l’État du Nebraska. Aujourd’hui, la fourrure du raton ayant peu de valeur et étant difficile à travailler, cette activité est tombée en désuétude.
Bien que principalement chassés pour leur fourrure, les ratons laveurs ont également été longtemps une source de nourriture importante pour les Amérindiens et les Américains et le raton laveur au barbecue était un plat traditionnel dans les fermes américaines. C'était souvent un repas de fête. Les esclaves américains mangeaient du raton laveur à Noël, mais ce n'était pas forcément un plat de pauvres ou de paysans ; dans le quotidien The Golden Era de San Francisco du 21 décembre 1856, le raton laveur figure parmi les spécialités conseillées pour les fêtes et le raton laveur Rebecca reçu par le président américain Calvin Coolidge lui avait été envoyé initialement pour être servi au dîner de Thanksgiving de la Maison-Blanche,. La première édition de The Joy of Cooking, publiée en 1931, contenait une recette pour la préparation du raton laveur avec de l’écureuil et de l’opossum. Elle suggérait d’enlever les glandes de musc et la graisse avant de faire rôtir l’animal et de l’accompagner avec des patates douces.
Parce que les ratons laveurs sont généralement considérés comme attachants, mignons ou porteurs de vermine, beaucoup de consommateurs ordinaires ont une peur répulsive d'en manger,.
Cependant, plusieurs milliers de ratons laveurs sont encore consommés chaque année aux États-Unis,. Bien que le Coon Feed à Delafield dans le Wisconsin soit un événement annuel depuis 1928, sa principale utilisation culinaire se rencontre dans certaines régions du sud des États-Unis comme l'Arkansas où le Gillett Coon Supper est un événement politique important,.
Chaque année, 2 à 4 millions d’individus sont tués par les automobilistes ou les chasseurs. Le raton laveur est perçu comme une menace pour les agriculteurs lorsqu’il s’attaque aux vergers, aux œufs, aux champs de maïs, aux greniers, aux cabanes à sucre ou aux ruches. En Suisse, il est chassé et jugé indésirable pour l’équilibre naturel et agricole.
Autrefois recherché par l’homme pour sa fourrure, le raton laveur est toujours la proie de la martre d'Amérique, du lynx roux, du puma, du coyote, du loup gris, du renard roux mais aussi du chien domestique. Le grand-duc d'Amérique capture parfois des petits. Il est attaqué par les alligators dans le Sud des États-Unis.

### Maladies
Le raton laveur peut être porteur de la rage, de la maladie de Carré ou de la gale mais aussi de parasites (infection à parvovirus, leptospirose et Baylisascaris procyonis). Selon l'Agence canadienne d'inspection des aliments, la rage est transmissible à l’homme par la salive.

## Taxonomie

### Nom commun
En anglais, « raton laveur » se traduit par le mot raccoon, lui-même issu de l’algonquin ärähkun, déverbal de ärähkuněm « il gratte avec les mains,, ». Les trappeurs de la Nouvelle-France auraient ensuite formé le mot « raton », par analogie avec raccoon.
Au Québec, chez les plus vieilles générations, il est connu sous le nom de « chat sauvage »[réf. nécessaire]. Les Acadiens le nomment quant à eux la « mascouèche, marchouèche ou machecouèche », les Cadiens le « chaoui », tous les deux empruntés aux langues amérindiennes.
| Groupe/zone linguistique | Nom autochtone          |
| ------------------------ | ----------------------- |
| Anglais                  | raccoon                 |
| Atikamekw                | esipan                  |
| Chacta                   | shaui                   |
| Chitimacha               | qokesum                 |
| Créole louisianais       | shawi                   |
| Espagnol d'Amérique      | mapache                 |
| Français cadien          | chaoui                  |
| Français canadien        | raton laveur            |
| Houma (en)               | sawe'                   |
| Nahuatl                  | māpachin                |
| Navajo                   | tábąąh mąʼii            |
| Powhatan                 | aroughcun ou arathkone, |

### Nom scientifique
Dans les premières décennies après sa découverte par les membres de l'expédition de Christophe Colomb, qui a été la première personne à laisser une trace écrite sur l'espèce, les taxonomistes ont pensé que le raton laveur était apparenté à de nombreuses espèces différentes, comme les chiens, les chats, les blaireaux et plus particulièrement les ours. Carl von Linné, à l'origine de la taxonomie moderne, a placé le raton laveur dans le genre Ursus, d'abord comme Ursus cauda elongata (« ours à longue queue ») dans la deuxième édition de son Systema Naturae, puis comme Ursus lotor (« ours laveur ») dans la dixième édition.
En 1780, Gottlieb Konrad Christian Storr a placé le raton laveur dans son propre genre -Procyon- qui peut se traduire soit par « avant le chien » ou « qui ressemble au chien ». Il est également possible que Storr ait eu son mode de vie nocturne à l'esprit et ait choisi l'étoile Procyon comme éponyme pour le genre. L'épithète spécifique du raton laveur est lotor, lotor signifiant « laveur » en latin.

### Évolution
Sur la base de preuves fossiles en France et en Allemagne, les premiers membres connus de la famille des Procyonidae vivaient en Europe à la fin de l'Oligocène, il y a environ 25 millions d'années. Les dents et les structures du crâne semblables suggèrent que les Procyonidés et les Mustelidés partagent un ancêtre commun, mais les analyses génétiques indiquent une relation plus étroite entre les ratons laveurs et les ours.
Après avoir traversé le détroit de Béring au moins six millions d'années plus tard, l'espèce de l'époque a eu son centre de répartition se situant probablement en Amérique centrale. Les coatis (genres Nasua et Nasuella) et les ratons laveurs (genre Procyon) ont été considérés comme pouvant éventuellement partager une origine commune, une espèce du genre Paranasua présente il y a entre 5,2 et 6,0 millions d'années.
Cette hypothèse, basée sur des comparaisons morphologiques, est en conflit avec une analyse génétique de 2006 qui indique que les ratons laveurs sont plus étroitement apparentés aux Bassariscus.
Contrairement à d'autres procyonidés, comme le Raton crabier (Procyon cancrivorus), les ancêtres du raton laveur commun ont quitté les zones tropicales et subtropicales et migré vers le nord il y a environ 4 millions d'années, une migration qui a été confirmée par la découverte de fossiles dans les Grandes Plaines datant du milieu du Pliocène.

Biologie du raton laveur
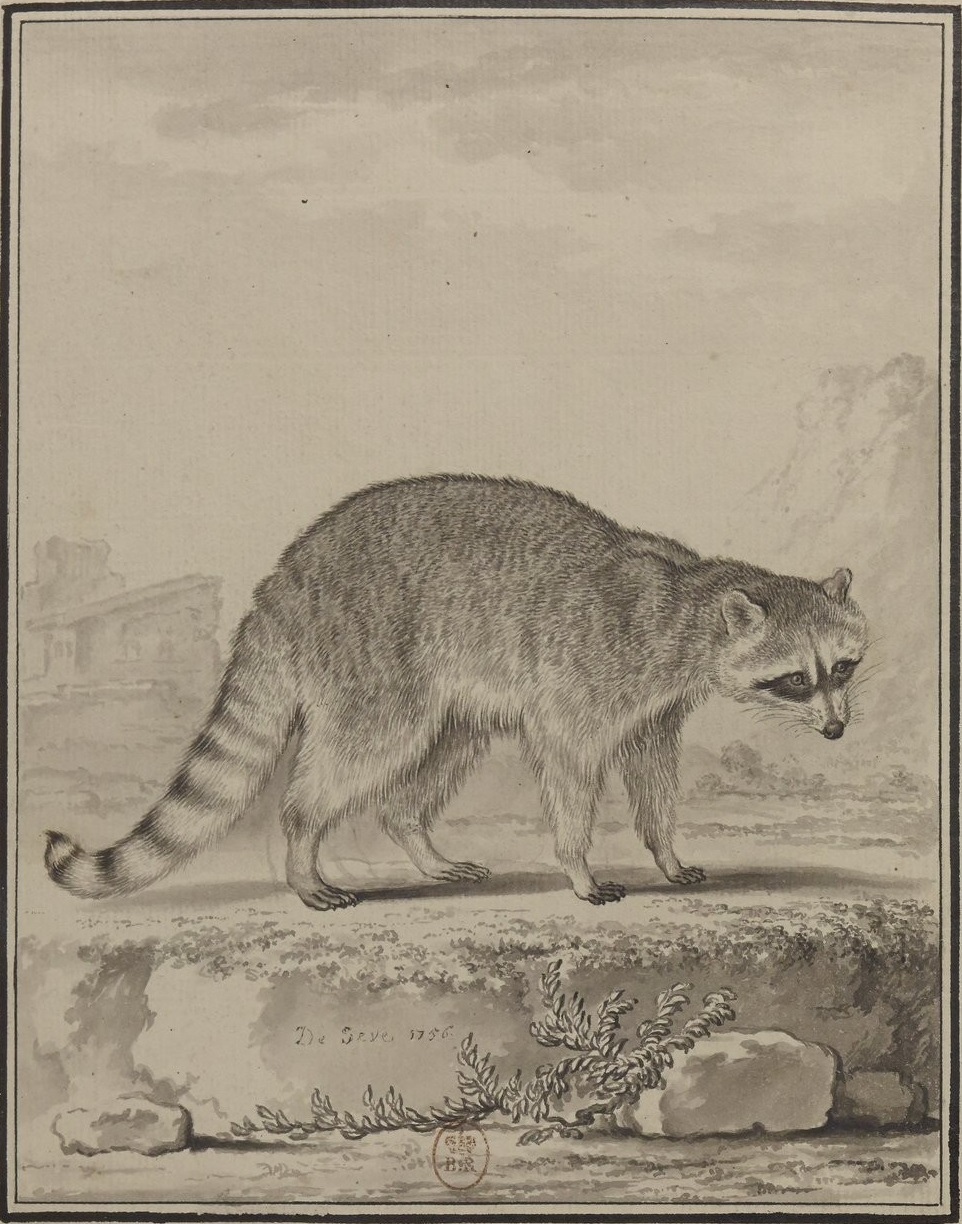
Raton laveur.
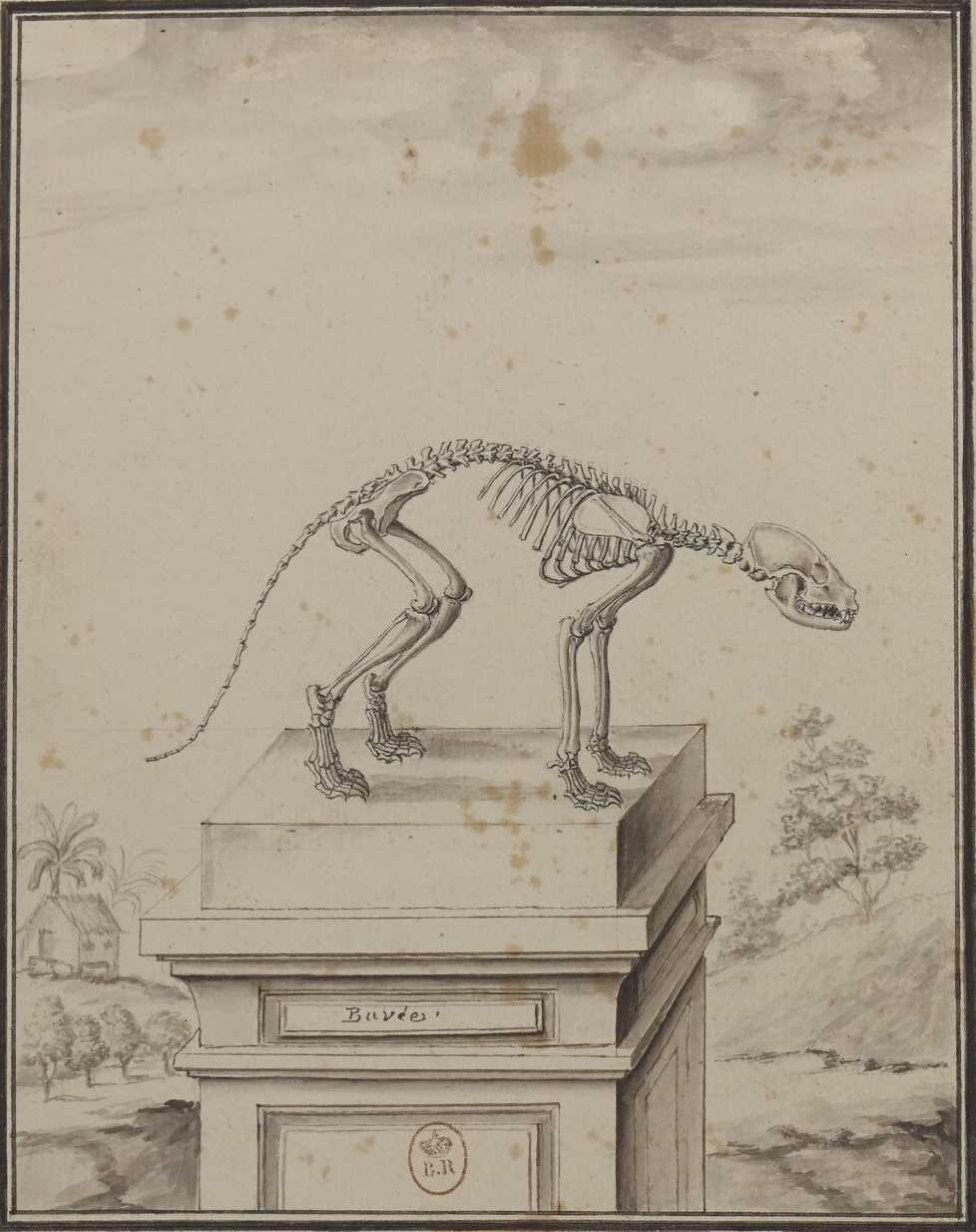
Squelette du raton laveur.
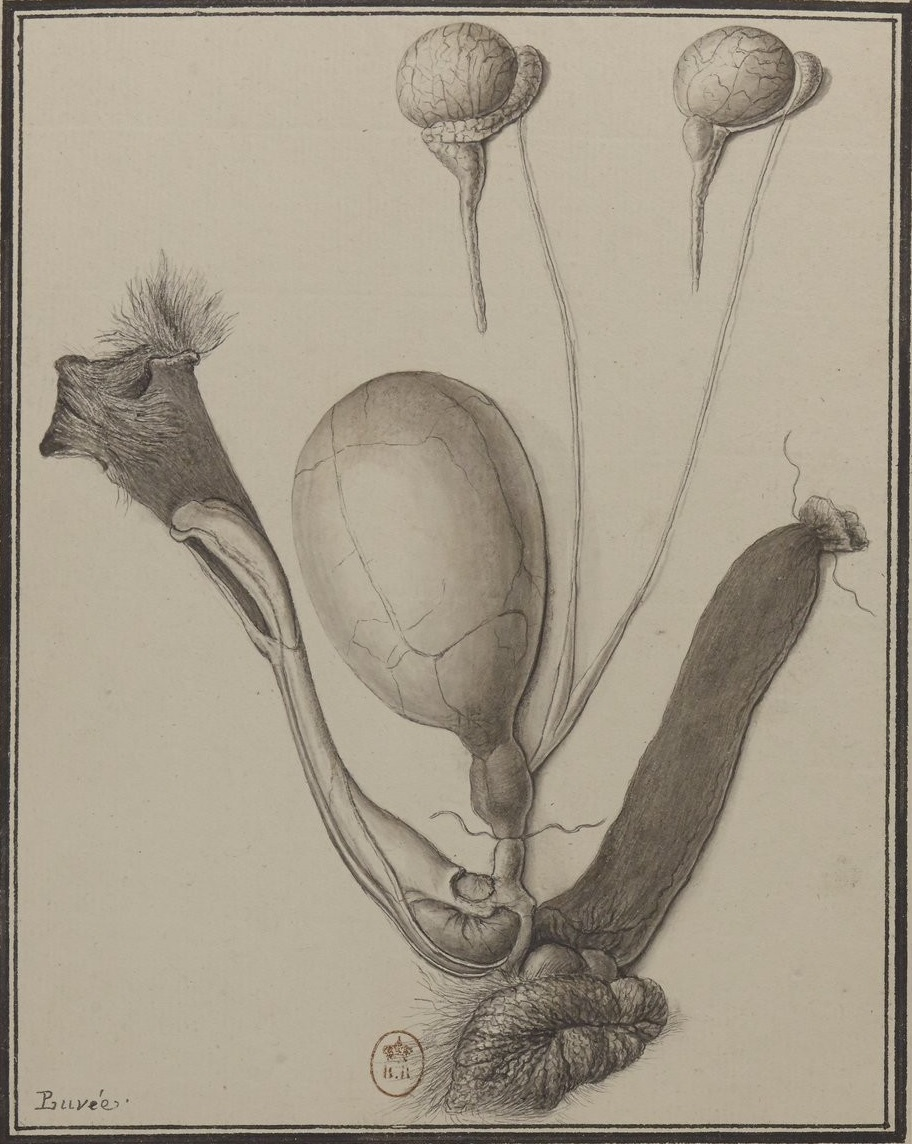
Appareil reproducteur du raton laveur.
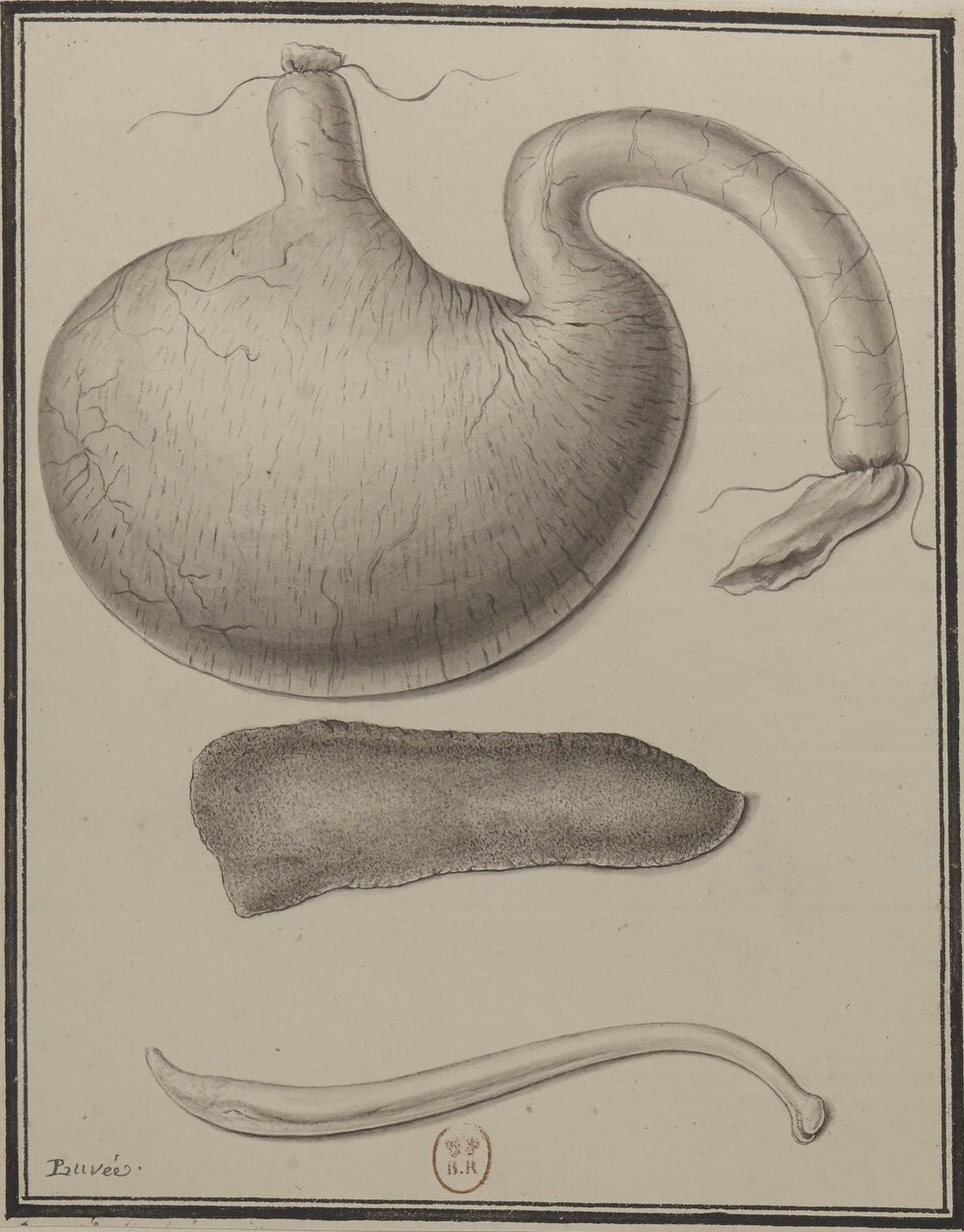
Rate du raton laveur.

## Le raton laveur dans la culture

### Littérature
- Steven R. Boyett, The Architect of Sleep
- Barbara Leonard Reynolds, Pepper
- Sterling North, Rascal
- Rutherford Montgomery, Walt Disney’s Weecha the Raccoon
- Harriett E. Weaver, Frosty ; A Raccoon To Remember
- Oliver Knörzer & Puri Andini, Sandra et Woo.

### Cinéma
- Rascal dans le film de Disney Un raton nommé Rascal (1969) ;
- Short Circuit (1986) ;
- Meeko dans Pocahontas (1995) ;
- Ace Ventura en Afrique (1996) ;
- Joey the Raccoon dans Dr. Dolittle 2 (1998) ;
- Riton le raton laveur (RJ the Raccoon en version originale) dans Nos voisins, les hommes (2006) ;
- Rocket Raccoon dans Les Gardiens de la Galaxie (2014).
- La forêt contre-attaque (Furry vengeance)

### Autres
- Une chanson des Beatles s'intitule : Rocky Raccoon (Rocky le raton laveur).
- Dans son poème intitulé Inventaire, Jacques Prévert déroule une liste interminable et apparemment absurde, divisée en quatre sections : la première se finit par : « un raton laveur », la seconde par : « un autre raton laveur », la troisième par : « et... cinq ou six ratons laveurs », et la quatrième par : « et... plusieurs ratons laveurs ». Ce poème a été mis en musique et interprété par les Frères Jacques.
- La chanson Inventaire 66 de Michel Delpech adapte l'idée du poème de Prévert.
- Dans les contes traditionnels amérindiens, le raton laveur symbolise un animal qui se montre toujours plus rusé que ses ennemis.
- Roni Raccoon fut la mascotte des Jeux olympiques d'hiver de 1980 à Lake Placid.
- La série d'animation canadienne Les Ratons laveurs (1980 - 1991) avait pour personnages principaux une famille de ratons laveurs.
- Rocket Raccoon est un super héros anthropomorphique de l'univers Marvel.
- Le personnage de Rigby de Regular Show est inspiré d'un raton laveur.
- La série de jeux vidéo Sly Cooper a pour héros principal un raton laveur.
- Dans le jeu vidéo Donut County, les « racoons » sont des personnages importants, et l'un d'entre eux est un des protagonistes, BK.
- Raccoon City est une ville fictive de la saga japonaise de jeux vidéo Resident Evil, de type survival horror et éditée par Capcom. Il s'agit de la même ville fictive que dans la série de films Resident Evil.

Dans le domaine du divertissement, "raton laveur" est une traduction à visée commerciale pour désigner le chien viverrin (ou tanuki), comme dans One Piece ou Animal crossing.

## Légendes de croisement
Plusieurs légendes décrivent les origines de la race de chats Maine coon. La plus répandue raconte que le maine coon est le fruit d'un croisement entre des chats et des ratons laveurs (familièrement coon en anglais, abrégé de racoon), ce qui expliquerait leur couleur (la plus répandue est le brown tabby, c'est-à-dire tigré brun) et leur queue très touffue. Bien sûr, il est génétiquement impossible de réaliser un tel hybride, mais la race garde de cette légende son nom.